# Kovács László (pedagógus, 1942)
Kovács László (Nagykanizsa, 1942. január 27. –) matematika–fizika szakos középiskolai tanár, főiskolai és egyetemi oktató, fizikatörténész.

## Élete
Az Eötvös Loránd Tudományegyetemen 1965-ben szerzett matematika–fizika szakos középiskolai tanári oklevelet. 1973-ban a Kossuth Lajos Tudományegyetemen (ma Debreceni Egyetem) egyetemi doktori címet szerzett, doktori disszertációjának címe: Gondolkodásfejlesztő pedagógiai pszichológiai kísérlet a szilárdtest-fizika gimnáziumi tanítására. 1988-ban a fizikai tudomány kandidátusa fokozatot is megszerezte, kandidátusi értekezésének címe: Az anyagszerkezet tanítása a gimnáziumban. (Kvantummechanika, szilárdtest-fizika). 2001-ben a Debreceni Egyetemen fizikából habilitált.
1965-től 1983-ig a nagykanizsai Landler Jenő Gimnázium (ma Batthyány Lajos Gimnázium) tanára, majd 1969–1974 között igazgatóhelyettese volt. 1977–1979 között Zala megyei fizika szakfelügyelőként is dolgozott.
1983-tól a szombathelyi Berzsenyi Dániel Tanárképző Főiskola (majd az annak utódjaként létrejött Nyugat-magyarországi Egyetem) tanszékvezető főiskolai docense, 1991-től főiskolai tanár, 2002–2005 között tudományos rektorhelyettes volt. Itt kísérleti fizikát, anyagszerkezetet, fizikatörténetet és fizika módszertant tanított, emellett a tanszéki kutatómunka irányítójaként és a nemzetközi kapcsolatok felelőseként tevékenykedett. Ezzel párhuzamosan 1991–1993 között Vas megye fizika középiskolai szaktanácsadójaként is dolgozott.
Pályájának kezdetén a fizika (azon belül a szilárdtestfizika) tanításával és annak módszertani kérdéseivel foglalkozott, az 1990-es évektől érdeklődése a fizikatörténet felé fordult. 2007-től nyugdíjas.

## Közéleti tevékenysége
Az Eötvös Loránd Fizikai Társulat (ELFT) tagja. A társulatban különféle vezető tisztségeket töltött be: a Középiskolai Oktatási Szakcsoport elnöke (1980–1985), az ELFT Vas Megyei Csoportjának elnöke (1984–1996), a Fizikatörténeti Szakcsoport elnöke (1999), az ELFT alelnöke (2000–?). Az Európai Fizikai Társulat Fizikatörténeti Kutatócsoportjának vezetőségi tagja (1990–?). Tagja a Szombathelyi Tudományos Társaságnak (Societas Scientiarum Savariensis) és a Jedlik Ányos Társaságnak.

## Publikációi
Mintegy 300 publikációja jelent meg, ezek közül több idegen nyelven illetve külföldön.

### Könyvek (válogatás)
- Kísérletek a szilárdtest-fizika köréből : Tanári segédkönyv, (társszerző: Kedves Ferenc), Budapest, Országos Pedagógiai Intézet, 1981, ISBN 963-681-100-8
- Kísérletek a gimnáziumi fizikatanítás tartalmi és módszertani megújítására : Kvantummechanika, szilárdtest-fizika (kandidátusi értekezés tézisei), Szombathely, 1986
- Félvezetők és ionkristályok néhány érdekes optikai tulajdonsága és alkalmazásuk : fizika fakultatív modul a gimnázium IV. osztálya számára, Budapest, Tankönyvkiadó, 1987, ISBN 963-18-0105-5
- Mikola Sándor, (Magyar pedagógusok, ISSN 0864-9006), 4. kiadás, Budapest, OPKM, 1997, cop. 1991, ISBN 963-7644-68-7
- Fejezetek a magyar fizika elmúlt 100 esztendejéből (1891–1991), szerkesztő: Kovács László, Budapest, Eötvös Loránd Fizikai Társulat, 1992, ISBN 963-8051-54-X
- History of science in teaching physics : extended proceedings of History Teaching Physycs Conference Szombathely, 1994, (szerkesztő Kovács László), Szombathely, Berzsenyi Dániel Tanárképző Főiskola, 1995, ISBN 963-7173-95-1
- Bay Zoltán, a kísérleti fizikus, Szombathely, Savaria University Press, 1998, ISBN 963-8275-27-8
- Békésy György, az orvosi Nobel-díjas kísérleti fizikus, Szombathely, Savaria University Press, 1999, ISBN 963-8275-83-9
- Hevesy György, 1885-1966, Szombathely, Berzsenyi Dániel Főiskola, 2000, ISBN 963-9290-03-3
- Jedlik Ányos, Budapest, Országos Pedagógiai Könyvtár és Múzeum, 2000, ISBN 963-7644-99-7
- Eötvös Loránd, a tudós-tanár, Szombathely, Berzsenyi Dániel Főiskola, 2001, ISBN 963-9290-25-4
- Wigner Jenő és tanárai, Szombathely, Savaria University Press, cop. 2001, ISBN 963-8275-90-1
- A magyarok szerepe a fizika XIX. és XX. századi történetében : tudós és tanár portrék a kutatási eredmények és az oktatási alkalmazások kiemelésével, (Akadémiai doktori értekezés) , Szombathely, 2001
- László Rátz and John von Neumann : a gifted-teacher and his brilliant pupil, Winnipeg (CA), Faculty of Education, University of Manitoba, 2003, ISBN 096-9548-15-X
- Zemplén Győző emlékkönyv, (szerkesztő Kovács László), Nagykanizsa, Batthyány Lajos Gimnázium és Egészségügyi Szakközépiskola, 2004, ISBN 963-216-914-X
- Kugler Sándorné száz tanítványa és kollégája: "Az együtt eltöltött idők emlékére", (szerkesztő Kovács László), Nagykanizsa–Budapest, Batthyány Lajos Gimnázium és Egészségügyi Szakközépiskola – ELTE Radnóti Miklós Gyakorlóiskola, 2008, ISBN 978-963-06-5244-5, elektronikus változat: http://mek.oszk.hu/06400/06438
- Fizikusok és tanárok, Nemesrempehollós, a szerző kiadása, 2012, ISBN 978-963-08-2899-4
- Györgyi Géza. Egy kivételes elméleti fizikusi életpálya, 1930-1973; Kovács László; előszó Patkós András, Wigner Jenő levelei; MATI, Bp., 2016, (Magyar Tudománytörténeti Szemle Könyvtára)
- Segner János András : Egy jeles hungarus a 18. századból, Budapest, Magyar Tudománytörténeti és Egészségtudományi Intézet, 2018, (Magyar Tudománytörténeti Szemle Könyvtára 122.) ISBN 978-615-5365-25-6 → Internetes változat: https://web.archive.org/web/20180330012930/http://real.mtak.hu/74845/2/Segner%20beliv%20nyomdai.pdf

### Folyóiratcikkek (válogatás)
- Szilárdtest-fizika a középiskolában I., Fizikai Szemle, 1972/6. szám, 182–191. oldal
- Szilárdtest-fizika a középiskolában II., Fizikai Szemle, 1972/7. szám, 206–216. oldal
- A fizikai ismeretek elsajátításához szükséges gondolkodási műveletek, Fizikai Szemle, 1973/10. szám, 308–312. oldal
- Gondolatok a kvantumelméleten alapuló szilárdtest-fizikai szemléletmód kialakításáról, Fizikai Szemle, 1977/4. szám, 157–159. oldal
- Új fizika tanszék a Szombathelyi Tanárképző Főiskolán, Fizikai Szemle, 1989/6. szám, 232. oldal
- Fizikus útikönyv 1992, (társszerző: Burján Gyöngyi) Fizikai Szemle, 1992/12. szám (különszám),
- Fizikus útikönyv 1996, (társszerző: Burján Gyöngyi) Fizikai Szemle, 1996/12. szám (különszám),
- Fizikatanítás történeti látásmóddal, Fizikai Szemle, 1997/5–6. szám, 186–187. oldal,
- Jedlik Ányos, a felfedező tanár, Fizikai Szemle, 2000/2. szám, 50–53. oldal,
- Fizikus útikönyv 2000, (társszerző: ifj. Kovács László) Fizikai Szemle, 2000/12. szám (különszám),
- Hírneves iskola - 450, kiváló tanár - 75, versenyző diákok - 25, Fizikai Szemle, 2007/11. szám 378–381. oldal,
- Eötvös demonstrációs ingája - újrahangszerelve, Fizikai Szemle, 2012/7–8. szám 267–269. oldal,

## Díjai, kitüntetései
- Fizikai Szemle Nívódíj (1972)
- Mikola Sándor-díj (1973)
- Oktatásügy Kiváló Dolgozója (1974)
- Miniszteri Dicséret (1991)
- Vas megye műszaki fejlesztéséért (1994)
- a Paviai Egyetem ezüst Volta-érme (1999)
- Eötvös Loránd Fizikai Társulat Érme (1999)
- Rátz Tanár Úr-életműdíj (2012)
- In memoriam Gábor Dénes oklevél (2016)[5]
- Vermes Miklós-díj (2017)
- Marx György Felsőoktatási Díj (2020)
- Bonis Bona – A Nemzet Tehetségeiért (Életműdíj) (2021)[6]

## Róla elnevezett díj
Pér község önkormányzata 2018-ban Kovács László-díj alapításáról döntött. A díjat fizikatanárok kaphatják.